# مقاطعة ميكاوا

خريطة مقاطعات اليابان (1868) عليها مقاطعة ميكاوا باللون الأحمر.

مقاطعة ميكاوا (باليابانية: 三河国 ميكاوا نو كوني) هي مقاطعة من مقاطعات اليابان القديمة تقع في ما يقابل اليوم الجزء الغربي من محافظة آيتشي. كان يحد ميكاوا مقاطعات أواري، مينو، شينانو، وتوتومي.
لا زال اسم ميكاوا حتى اليوم يستخدم للإشارة إلى الجزء الغربي من محافظة آيتشي بما فيها مدن، تويوهاشي، أوكازاكي، هيكينان، و تويوتا.
مقاطعة ميكاوا، كانت مسقط رأس الشوغون توكوغاوا إياسو، الذي بسط هيمنته فيما بعد على منطقة كانتو وأسس العاصمة في إيدو (طوكيو حاليا).
أوكازاكي، كانت القلعة الرئيسية في ميكاوا، بالإضافة إلى عدة قلاع هامة منها قلعة يوشيدا قرب تويوهاشي.
تشتهر مقاطعة ميكاوا كمنطقة لتصنيع الألعاب النارية في اليابان، وكانت المنطقة الوحيدة في اليابان التي سمح فيها الشوغون بتصنيع البارود للحفاظ على الأمن. ولا تزال الألعاب النارية التي تعقد سنويا في أوكازاكي من أجمل عروض الألعاب النارية في اليابان.